# Daniel Díaz Maynard
Daniel Díaz Maynard (Montevideo, 12. listopada 1933. - Montevideo, 22. ožujka 2007.) bio je urugvajski političar, pravnik i borac za ljudska prava i prava političkih zarobljenika britanskog podrijetla.
Od 15. veljače 1990. do 14. veljače 2005. bio je zastupnik u Urugvajskom parlamentu tri puta: u 43., 44. i 45. sazivu Parlamenta. Promijenio je više političkih stranaka.
Tako je u svom prvom mandatu (43. saziv) bio članom stranke Novi svemir, a u ostala dva (44. i 45. saziv) političkog saveza Širokog fronta (tzv. "Lista 77").
Bio je pravni savjetnik doministara pravosuđa, a tijekom 1998. vršio je kratku dužnost dopredsjednika Odvjetničke komore i vođe kluba zastupnika Širokog fronta.
Javno je podržao predsjedničku kandidaturu Tabara Vázqueza, koji je na općim izborima 2004. osvojio petogodišnji predsjednički mandat.
Bio je oženjen Anitom Pintos de Díaz te je s njom imao sedmero djece.
Umro je u rodnom gradu 22. ožujka 2007. u 73. godini života.